# 清太宗第九女
清太宗第九女（1635年—1652年），名不详，清太宗皇太极的九女儿。
她的生母是东宫福晋博尔济吉特氏，和第六女同母。在她出生不久，生母即被父亲休弃。依当时后金习俗，可称她为格格。1648年九月，嫁给了哈尚（博尔济吉特氏）。1651年，丈夫逝世。次年（1652年）三月，她以十八岁的寿命去世。由于清初册封制度尚不完善，终其一生，没有得到任何封号。